# 卡尔万
卡尔万（法語：Carvin，法語發音：[kaʁvɛ̃] ⓘ）是法国上法蘭西大區加来海峡省的一个市镇，属于朗斯区。

## 地理
卡尔万（50°29'35"N, 2°57'29"E）面积21.03 平方千米，位于法国上法蘭西大區加来海峡省，该省份为法国北部沿海省份，西北濒北海，南至索姆省，东临北部省。
与卡尔万接壤的市镇（或旧市镇、城区）包括：卡朗博地区康凡、阿尔讷、库里耶尔、默尔尚、瓦尼、利贝库尔、阿讷兰、卡尔南、普罗万、阿奈、埃斯特韦勒。

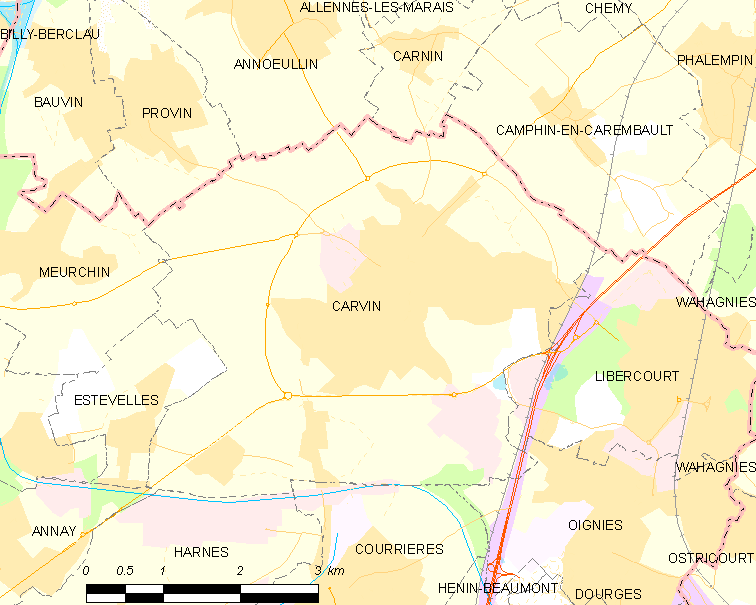
卡尔万的OSM定位图

卡尔万的时区为UTC+01:00、UTC+02:00（夏令时）。

## 行政
卡尔万的邮政编码为62220，INSEE市镇编码为62215。

## 政治
卡尔万所属的省级选区为卡尔万县。

## 人口

1962-2008年间卡尔万人口变化图示

卡尔万于2022年1月1日时的人口数量为17966人。